# Chasse aux renards interdite
Chasse aux renards interdite (titre original Schonzeit für Füchse) est un film allemand réalisé par Peter Schamoni et sorti en 1966.
Il a remporté l'Ours d'argent, prix spécial du jury lors du festival du cinéma de Berlin en 1966.

## Fiche technique
- Titre original: Schonzeit für Füchse
- Titre anglais : No Shooting Time for Foxes
- Réalisation : Peter Schamoni
- Scénario :  Peter Schamoni, d'après une nouvelle de Günter Seuren
- Producteur : Gabriel Pellon
- Image : Jost Vacano
- Montage : Heidi Genée
- Pays de production :  Allemagne de l'Ouest
- Durée : 92 minutes
- Date de sortie : 
  - Allemagne de l'Ouest : 8 juin 1966

## Distribution
- Helmut Förnbacher : Un jeune homme
- Christian Doermer : Viktor
- Andrea Jonasson : Clara
- Monika Peitsch : Lore
- Edda Seippel : Mère de Clara
- Helmuth Hinzelmann : Père de Viktor
- Suse Graf (de) : Mère de Viktor
- Alexander Golling (en) : Un oncle
- Willy Birgel
- Dom de Beern
- Erna Haffner
- Siegfried Siegert
- Nina Stepun